# K5 League Daegu/Gyeongsangbuk-do 2020
Die K5 League Daegu/Gyeongsangbuk-do 2020 war die erste Spielzeit als höchste Amateurspielklasse und die erste Spielzeit insgesamt im südkoreanischen Fußball gewesen. Die Saison begann am 28. Juni und endete am 25. Oktober 2020. Anschließend folgten die Play-off-Spiele.

## Teilnehmer und ihre Spielstätten
| Team                                  | Stadt                                 | Heimstadion | In der Liga seit                      | Vorjahresplatzierung                  |                                       |
| K5 League Daegu/Gyeongsangbuk-do 2020 | K5 League Daegu/Gyeongsangbuk-do 2020 | K5 League Daegu/Gyeongsangbuk-do 2020 | K5 League Daegu/Gyeongsangbuk-do 2020 | K5 League Daegu/Gyeongsangbuk-do 2020 | K5 League Daegu/Gyeongsangbuk-do 2020 |
| ------------------------------------- | ------------------------------------- | --- | ------------------------------------- | ------------------------------------- | ------------------------------------- |
| Gyeongsang Niggs FC                   | Gyeongsan                             | Sangju-Kangbyeon-Sportplatz Gyeongsan-Hayang-Kangbyeon-Sportplatz Andong-Kangbyeon-Platz Pohang-Yangdeok-Platz Yeongcheon-Kangbyeon-Sportpark | 2019                                  | 2. Platz                              |                                       |
| Pohang Heunghae Club                  | Pohang                                | Sangju-Kangbyeon-Sportplatz Gyeongsan-Hayang-Kangbyeon-Sportplatz Andong-Kangbyeon-Platz Pohang-Yangdeok-Platz Yeongcheon-Kangbyeon-Sportpark | 2019                                  | 4. Platz                              |                                       |
| Sangju Sangsan FC                     | Sangju                                | Sangju-Kangbyeon-Sportplatz Gyeongsan-Hayang-Kangbyeon-Sportplatz Andong-Kangbyeon-Platz Pohang-Yangdeok-Platz Yeongcheon-Kangbyeon-Sportpark | 2019                                  | 3. Platz                              |                                       |
| Andong Garam FC                       | Andong                                | Sangju-Kangbyeon-Sportplatz Gyeongsan-Hayang-Kangbyeon-Sportplatz Andong-Kangbyeon-Platz Pohang-Yangdeok-Platz Yeongcheon-Kangbyeon-Sportpark | 2019                                  | Staffelsieger                         |                                       |
| Gyeongju City Ryong                   | Gyeongju                              | Sangju-Kangbyeon-Sportplatz Gyeongsan-Hayang-Kangbyeon-Sportplatz Andong-Kangbyeon-Platz Pohang-Yangdeok-Platz Yeongcheon-Kangbyeon-Sportpark | 2020                                  | Aufsteiger aus der K6 League          |                                       |
| Daegu Cheongsol FC                    | Daegu                                 | Sangju-Kangbyeon-Sportplatz Gyeongsan-Hayang-Kangbyeon-Sportplatz Andong-Kangbyeon-Platz Pohang-Yangdeok-Platz Yeongcheon-Kangbyeon-Sportpark | 2020                                  | Aufsteiger aus der K6 League          |                                       |

## Reguläre Saison
| Pl. | Verein                  | Sp. | S | U | N | Tore    | Diff. | Punkte |
| --- | ----------------------- | --- | - | - | - | ------- | ----- | ------ |
| 1.  | Daegu Cheongsol FC(N)   | 5   | 4 | 1 | 0 | 019:200 | +17   | 13     |
| 2.  | Gyeongju City Ryong (N) | 5   | 3 | 1 | 1 | 011:300 | +8    | 10     |
| 3.  | Andong Garam FC (M)     | 5   | 3 | 0 | 2 | 016:700 | +9    | 09     |
| 4.  | Pohang Heunghae Club    | 5   | 3 | 0 | 2 | 005:900 | −4    | 09     |
| 5.  | Sangju Sangsan FC       | 5   | 1 | 0 | 4 | 003:180 | −15   | 03     |
| 6.  | Gyeongsang Niggs FC     | 5   | 0 | 0 | 5 | 000:150 | −15   | 0      |

| Zum 5. Spieltag:                                                                                            |  |
| Qualifikation zur K5-League-Meisterschaft und Qualifikation zum Korean FA Cup 2021 Abstieg in die K6 League |  |
| |  |
| Zum Saisonende 2019:                                                                                        |  |
| (M) Vorjahres Staffelsieger                                                                                 |  |
| (N) Aufsteiger aus der K6 League                                                                            |  |

## Statistik

### Torschützenliste
Bei gleicher Anzahl von Treffern sind die Spieler alphabetisch geordnet.
| 01                       |
| Stand: Saisonbeginn 2020 |